# Allorhogas breviarius
Allorhogas breviarius är en stekelart som beskrevs av Marsh 2002. Allorhogas breviarius ingår i släktet Allorhogas och familjen bracksteklar. Inga underarter finns listade i Catalogue of Life.